# Sompeta
Sompeta (teluga: సోంపేట) är en ort i Indien.   Den ligger i distriktet Srīkākulam och delstaten Andhra Pradesh, i den sydöstra delen av landet, 1 300 km sydost om huvudstaden New Delhi. Sompeta ligger 26 meter över havet och antalet invånare är 17 982.
Terrängen runt Sompeta är platt åt sydost, men åt nordväst är den kuperad.  Sompeta är det största samhället i trakten.